# La Rochette-du-Buis
La Rochette-du-Buis é uma comuna francesa na região administrativa de Auvérnia-Ródano-Alpes, no departamento de Drôme. Estende-se por uma área de 11,06 km². Em 2010 a comuna tinha 68 habitantes (densidade: 6,1 hab./km²).